# 大椴駅

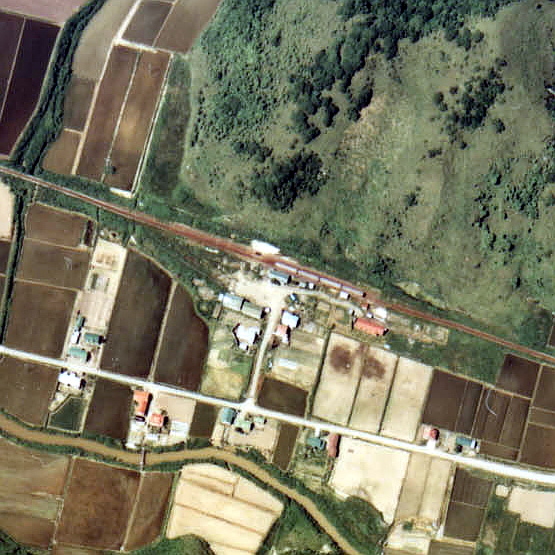
1977年の大椴駅と周囲約500m範囲。左が羽幌方面。すでに無人駅で、棒線化されているが、2棟あった職員官舎は1棟が残されている。かつては相対式ホーム2面2線と、駅舎横の貨物ホームに引込み線を持っていた。

大椴駅（おおとどえき）は、かつて北海道（留萌管内）留萌郡小平町字大椴に設置されていた、日本国有鉄道（国鉄）羽幌線の駅（廃駅）である。電報略号はオト。事務管理コードは▲121605。
一部の普通列車は通過した（1986年（昭和61年）11月1日改定の時刻（廃止時の時刻表）で、上下各1本（急行「はぼろ」後継の主要駅停車列車））。

## 歴史
- 1927年（昭和2年）10月25日：鉄道省留萠線の留萠駅 - 当駅間の開通に伴い、新設[1]。一般駅[1]。
- 1928年（昭和3年）10月10日：当駅 - 鬼鹿駅間の延伸開通に伴い、中間駅となる。
- 1931年（昭和6年）10月10日：留萠駅 - 古丹別駅間を留萠線から分離し路線名を羽幌線に改称、それに伴い同線の駅となる。
- 1949年（昭和24年）6月1日：公共企業体である日本国有鉄道に移管。
- 1960年（昭和35年）9月15日：小口扱い貨物の取り扱いを廃止[4][1]。
- 1963年（昭和38年）2月10日：公衆電報の取り扱い廃止[4]。
- 1972年（昭和47年）2月8日：羽幌線営業近代化[4]。荷物取り扱いを廃止し[5]、同時に無人駅化[6]。
- 1987年（昭和62年）3月30日：羽幌線の全線廃止に伴い、廃駅となる[1]。

## 駅構造
廃止時点で、単式ホーム1面1線を有する地上駅であった。ホームは、線路の南側（幌延方面に向かって左手側）に存在した。
無人駅となっていたが、有人駅時代の駅舎が残っていた。駅舎は構内の西側に位置し、ホームに接していた。

## 駅名の由来
当駅が所在した地名より。地名はもともと「大椴子（おおとどこ）」と称したが、その上部が駅名となった。
「大椴子」は、アイヌ語の「ポロトトコ」という語を半訳したことに由来すると考えられる。「ポロ（poro）」は「大きい」の意であるが、「トトコ」が何であるかについては、例えば上原熊次郎や『駅名の起源（1939年版）』は「トゥトゥㇰ（tu-tuk）」（岬・出っ張っている）の意としているが、このほか「トゥエトコ（tu-etoko）」（山・端）、「トトコ」（上に沼がある）などの諸説がある。

## 駅周辺
- 北海道道958号大椴線
- 国道232号
- 大椴子川

## 駅跡

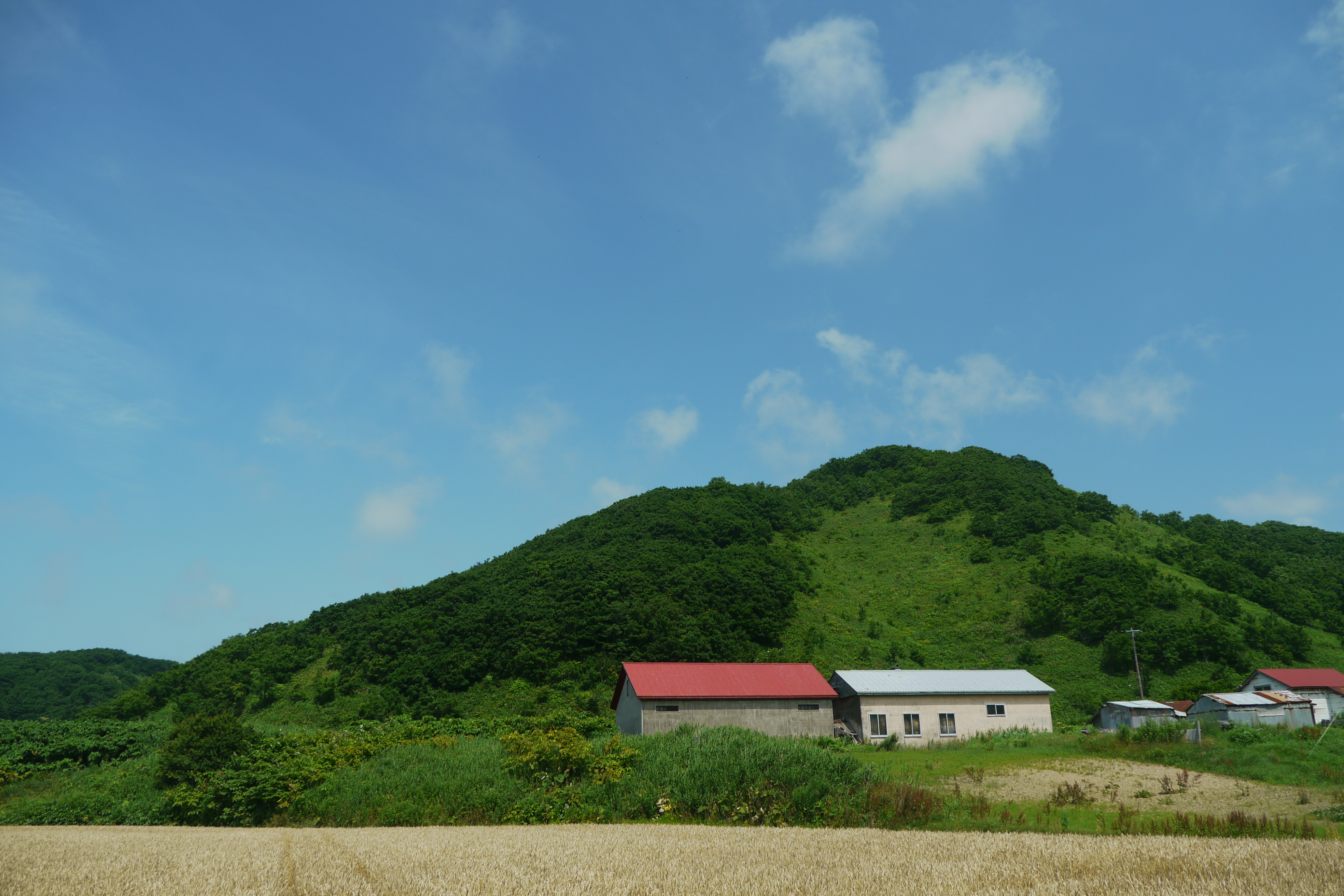
大椴駅跡（2011年7月26日）

駅舎や駅構内施設は撤去され、1999年（平成11年）時点で駅跡地にはダム建設事務所が建てられており、ホームらしい地形と農協の古い倉庫が残っていた。駅前広場の木がそのまま残り、あとは草むらとなっている。
また、2011年（平成23年）時点では駅跡附近に築堤が残存し、コンクリート造りのカルバートも残存している。

## 隣の駅
日本国有鉄道
羽幌線
小平駅 - <花岡仮乗降場> - 大椴駅 - <富岡仮乗降場> - 鬼鹿駅